# Max Martin
Pour les articles homonymes, voir Martin et White.
Max Martin, né Karl Martin Sandberg, est un auteur-compositeur, producteur et réalisateur artistique suédois né le 26 février 1971 en Suède et installé à Los Angeles. Personnage discret, il est responsable depuis la seconde moitié des années 1990 de nombreux tubes internationaux, en tant que producteur et/ou auteur. Il est derrière nombre de chansons à succès, entre autres de Britney Spears, avec notamment le titre ...Baby One More Time (son premier no 1 aux États-Unis en 1999), des Backstreet Boys avec le titre I Want It That Way, des chanteuses américaines Katy Perry (I Kissed a Girl, Hot n Cold, California Gurls, Teenage Dream, Roar, Dark Horse), Pink (So What, Raise Your Glass) ou Taylor Swift (Shake It Off), de The Weeknd (Blinding Lights). Max Martin est crédité comme auteur-compositeur de 27 titres no 1 du Billboard Hot 100, répartis sur quatre décennies (1990, 2000, 2010 et 2020), ce qui le place au 2ᵉ rang derrière Paul McCartney (32 titres). En tant que producteur, il dépasse en janvier 2024 le Britannique George Martin, producteur des Beatles, et devient le recordman du nombre de tubes se classant en tête du Billboard Hot 100. Il tient actuellement avec ce record avec 25 titres.

## Biographie

### Enfance
Né sous le nom de Martin Karl Sandberg, à Stenhamra dans la banlieue de Stockholm, d'un père policier et d'une mère enseignante, il apprend à jouer du cor bien que sa culture musicale de l'époque soit éclectique, écoutant de la pop au classique. Par la suite grand fan de Kiss avec son frère aîné qui l'initie au glam rock, il écoute Depeche Mode ou les Bangles. Il quitte très tôt le lycée pour se consacrer exclusivement à une carrière musicale.

### Débuts
Il signe très vite sous le pseudonyme de Martin White un contrat avec le label suédois Cheiron Records avec son groupe de hard rock It's Alive. Après l'enregistrement de leur album, ils tournent un moment en Europe mais le groupe périclite. Au milieu des années 1990, le propriétaire du label, Denniz PoP, producteur du succès All That She Wants, collabore rapidement avec Max Martin, notamment en production et en composition. À l'initiative de Denniz PoP, il change son nom pour devenir Max Martin. Période de formation pour Max Martin qui apprend là l'importance d'un son plus que d'une parole et la construction d'un tube, : « Il a un sens incroyable de la mélodie et des paroles. Il arrive toujours à créer des concepts qui ne sont pas seulement des hits mais des morceaux clairement reconnaissables. » Ils offrent leurs services à d'autres groupes.
En 1992, le duo collabore avec le groupe Ace of Base pour leur deuxième album ; succès international, sept millions d'exemplaires sont vendus.

### Premiers succès
Le label Cheiron est chargé de travailler sur le premier album d'un boys band, les Backstreet Boys ; mieux encore que pour Ace of Base, ce sont dix millions d'exemplaires qui seront vendus. Max Martin travaille notamment sur les chansons Quit Playing Games (With My Heart), As Long as You Love Me et Everybody (Backstreet's Back). En 1997, Max Martin coproduit le tube de Robyn, Show Me Love.
Cheiron travaille aussi sur les albums de 5ive et de *NSYNC en 1998. Durant l'été de la même année, Denniz Pop meurt d'un cancer et Max Martin prend la direction de Cheiron Records. Il commence alors à travailler avec Rami Yacoub (en), qui restera son partenaire jusqu'en 2004. Il alterne jusque-là ses collaborations avec les artistes, passant d'un boys band au pop-rock de Bon Jovi (It's My Life en 2000).
De 1999 à 2001, après le succès des Backstreet Boys alors chez Jive, Max Martin produit la future popstar Britney Spears qui est en contrat sur le même label. Il retravaille puis lui propose la chanson, deux fois refusée, …Baby One More Time. Le titre est le tout premier numéro 1 du Billboard pour Max Martin et va rester 32 semaines dans ce classement. Il propulse également la chanteuse en haut des classements dans le monde entier. Max Martin collabore de nouveau avec elle plusieurs fois par la suite. En 2000, Cheiron Records ferme. Avec d’autres collaborateurs, dont Rami Yacoub, Max Martin crée Maratone Studios (en) en 2001. Les premiers titres écrits et produits pour Maratone ont été pour l’album Britney de Britney Spears.

### Consécration
Après une période d’activité réduite entre 2001 et 2004, Max Martin entame une collaboration avec l’auteur-compositeur-producteur américain Dr. Luke. Ils signent en 2004, pour l’album Breakaway de Kelly Clarkson, Since U Been Gone et Behind These Hazel Eyes, qui rencontrent un important succès commercial. À partir de 2006, Martin travaille avec plusieurs artistes américaines avec lesquelles il enchaine les succès. Il travaille notamment avec Pink, d’abord avec Dr. Luke pour les titres U + Ur Hand et Who Knew, puis avec l’auteur-compositeur et producteur suédois Shellback, révélé par le single no 1 So What (2008). En 2008, avec I Kissed a Girl, Max Martin entame une série de 12 titres classés top 5 au Billboard Hot 100 avec Katy Perry, presque toujours en association avec Dr. Luke. De 2012 à 2017, il collabore avec Taylor Swift, en tandem avec Shellback. Leur travail commun aboutit à huit singles ayant atteint le top 10. À partir de 2014, Max Martin devient aussi un collaborateur régulier d’Ariana Grande, avec qui il décroche 13 titres top 10.
De 1999 à 2015, Max Martin est auteur ou coauteur de 21 chansons qui atteignent la première place du Billboard américain supplantant ainsi les Beatles ou Michael Jackson, respectivement vingt et treize nos 1. Il détient également début 2015 le record de titres entrés dans le Top 10 avec 54 chansons, devant Madonna (38), Elvis Presley (36) et les Beatles (34). Il représente plus de 135 millions de singles portant son nom. Selon certains, le succès de ses titres ne doivent rien au hasard, Max Martin ayant développé une mécanique bien rodée pour fabriquer des tubes ; de multiples personnes travaillent à la construction de chaque single, attachant plus d'importance à la musicalité et la sonorité des paroles qu'au sens de celles-ci : les titres restent produits sur un modèle relativement similaire partant d'un instrumental basique sur lequel est ajouté une mélodie puis les paroles. 
Cependant, le processus de création de ses chansons ne suit pas un schéma fixe. En effet, on peut le noter dans plusieurs exemples de récits de création, comme pour …Baby One More Time, dont l’idée initiale est venue à Max Martin sous la forme de la phrase « Hit me baby one more time! », qu’il a enregistrée sur un dictaphone juste avant d’aller se coucher. Pour Roar de Katy Perry, l’origine de la chanson remonte à un beat initialement créé par le producteur Cirkut, puis développé en un instrumental coproduit avec Dr. Luke. Lors de sa première écoute de cette démo, Max Martin aurait immédiatement fredonné la mélodie du refrain telle qu’on la connait aujourd’hui. La conception de Can’t Stop the Feeling! trouve son origine dans une démo provenant de Shellback — comportant un refrain proche de la version finale — qui a ensuite été développée par lui et Max Martin. Martin et Justin Timberlake auraient enfin construit ensemble le prérefrain. Enfin, pour Style, la genèse de la chanson commence lorsque Taylor Swift, alors en session avec Max Martin, entend une ébauche musicale — principalement composée d’un beat et d’un riff de guitare joué par Niklas Ljungfelt — alors qu’elle passe devant la porte du studio du producteur Ali Payami (en). Intéressée, elle lui propose de développer le morceau et coécrit ainsi de nouvelles paroles avec Max Martin. Shellback et Ali Payami participent également à la conception et finalisation de la chanson.
Il est récompensé en 2016 du prix Polar Music. Il collabore à plusieurs tubes de l'artiste canadien The Weeknd, et notamment en 2019 à l'immense hit Blinding Lights, titre le plus écouté sur Spotify (plus de 4.79 milliards d'écoutes en avril 2025). Il a écrit et produit d'autres titres qui dépassent le milliard d'écoutes sur Spotify : d'autres hits de The Weeknd (Can't Feel My Face, Save Your Tears), Can't Stop the Feeling! de Justin Timberlake, Roar et Dark Horse de Katy Perry, Shake It Off et Blank Space de Taylor Swift, God Is a Woman d'Ariana Grande, Send My Love (To Your New Lover) d'Adele, Beautiful People d'Ed Sheeran et Khalid, etc.

## Principales collaborations
Max Martin est crédité comme co-auteur-compositeur et/ou coproducteur de 98 titres ayant atteint le top 20 du Billboard Hot 100.
- 1995 – Ace of Base – Beautiful Life (top 20)
- 1997 – Backstreet Boys – Quit Playing Games (with My Heart) (top 10)
- 1997 – Backstreet Boys – Everybody (Backstreet's Back) (top 10)
- 1997 – Robyn – Show Me Love (en) (top 10)
- 1997 – Robyn – Do You Know (What It Takes) (en) (top 10)
- 1999 – Britney Spears – …Baby One More Time (no 1)
- 1999 – Britney Spears – (You Drive Me) Crazy (top 10)
- 1999 – Céline Dion – That’s The Way It Is (top 10)
- 1999 – Backstreet Boys – I Want It That Way (top 10)
- 1999 – Backstreet Boys – Show Me the Meaning of Being Lonely (top 10)
- 2000 – Britney Spears – Oops!... I Did It Again (top 10)
- 2000 – Backstreet Boys – Shape of My Heart (top 10)
- 2000 – Britney Spears – Stronger (top 20)
- 2000 – NSYNC – It’s Gonna Be Me (no 1)
- 2004 – Kelly Clarkson – Since U Been Gone (top 10)
- 2004 – Kelly Clarkson – Behind These Hazel Eyes (top 10)
- 2006 – Pink – U + Ur Hand (top 10)
- 2006 – Pink – Who Knew (top 10)
- 2008 – Katy Perry – I Kissed a Girl (no 1)
- 2008 – Katy Perry – Hot n Cold (top 10)
- 2008 – Pink – So What (no 1)
- 2009 – Kelly Clarkson – My Life Would Suck Without You (no 1)
- 2009 – Pink – Please Don’t Leave Me (top 20)
- 2009 – Bitney Spears – If U Seek Amy (top 20)
- 2009 – Britney Spears – 3 (no 1)
- 2010 – Adam Lambert – Whataya Want from Me (top 10)
- 2010 – Katy Perry feat. Snoop Dogg – California Gurls (no 1)
- 2010 – Taio Cruz – Dynamite (top 10)
- 2010 – Usher – DJ Got Us Fallin' in Love (top 10)
- 2010 – Katy Perry – Teenage Dream (no 1)
- 2010 – Pink – Raise Your Glass (no 1)
- 2010 – Pink – F**kin' Perfect (top 10)
- 2011 – Britney Spears – Hold It Against Me (no 1)
- 2011 – Avril Lavigne – What the Hell (top 20)
- 2011 – Kesha – Blow (top 10)
- 2011 – Katy Perry feat. Kanye West – E.T. (no 1)
- 2011 – Glee – Loser Like Me (top 10)
- 2011 – Britney Spears – Till the World Ends (top 10)
- 2011 – Katy Perry – Last Friday Night (no 1)
- 2011 – Britney Spears – I Wanna Go (top 10)
- 2011 – Jessie J – Domino (top 10)
- 2011 – Katy Perry – The One That Got Away (top 10)
- 2012 – Katy Perry – Part Of Me (no 1)
- 2012 – Usher – Scream (top 10)
- 2012 – Katy Perry – Wide Awake (top 10)
- 2012 – Maroon 5 – One More Night (no 1)
- 2012 – Taylor Swift – We Are Never Ever Getting Back Together (no 1)
- 2012 – Justin Bieber feat. Nicki Minaj – Beauty and a Beat (top 10)
- 2012 – Maroon 5 – Daylight (top 10)
- 2012 – Taylor Swift – I Knew You Were Trouble (top 10)
- 2013 – Taylor Swift – 22 (top 20)
- 2013 – Katy Perry – Roar (no 1)
- 2013 – Katy Perry – Unconditionally (top 20)
- 2013 – Katy Perry – Dark Horse (no 1)
- 2014 – Katy Perry – Birthday (top 20)
- 2014 – Ariana Grande feat. Iggy Azalea – Problem (top 10)
- 2014 – Ariana Grande feat. Zedd – Break Free (top 10)
- 2014 – Jessie J, Ariana Grande & Nicki Minaj – Bang Bang (top 10)
- 2014 – Taylor Swift – Shake It Off (no 1)
- 2014 – Ariana Grande feat. The Weeknd – Love Me Harder (top 10)
- 2014 – Taylor Swift – Blank Space (no 1)
- 2015 – Ellie Goulding – Love Me Like You Do (top 10)
- 2015 – Taylor Swift – Style (top 10)
- 2015 – Taylor Swift feat. Kendrick Lamar – Bad Blood (no 1)
- 2015 – The Weeknd – Can't Feel My Face (no 1)
- 2015 – Demi Lovato – Cool for the Summer (top 20)
- 2015 – Taylor Swift – Wildest Dreams (top 10)
- 2015 – Ellie Goulding – On My Mind (top 20)
- 2015 – Ariana Grande – Focus (top 10)
- 2015 – The Weeknd – In the Night (top 20)
- 2016 – Selena Gomez – Hands to Myself (top 10)
- 2016 – Ariana Grande – Dangerous Woman (top 10)
- 2016 – Pink – Just Like Fire (top 10)
- 2016 – Justin Timberlake – Can't Stop the Feeling! (no 1)
- 2016 – Ariana Grande – Into You (top 20)
- 2016 – Adele – Send My Love (To Your New Lover) (top 10)
- 2016 – Katy Perry – Rise (top 20)
- 2016 – Ariana Grande feat. Nicki Minaj – Side To Side (top 10)
- 2017 – Katy Perry feat. Skip Marley (en) – Chained to the Rhythm (top 10)
- 2017 – Taylor Swift – …Ready For It? (top 10)
- 2017 – Taylor Swift – Gorgeous (top 20)
- 2017 – Taylor Swift feat. Ed Sheeran & Future – End Game (top 20)
- 2018 – Taylor Swift – Delicate (top 20)
- 2018 – Ariana Grande – No Tears Left to Cry (top 10)
- 2018 – Ariana Grande – God Is a Woman (top 10)
- 2019 – Ariana Grande – Break Up with Your Girlfriend, I’m Bored (top 10)
- 2019 – Ed Sheeran & Justin Bieber – I Don’t Care (top 10)
- 2019 – Ed Sheeran & Khalid – Beautiful People (top 20)
- 2019 – Ariana Grande, Miley Cyrus & Lana Del Rey – Don’t Call Me Angel (top 20)
- 2019 – The Weeknd – Blinding Lights (no 1)
- 2020 – Lady Gaga – Stupid Love (top 10)
- 2020 – The Weeknd – In Your Eyes (top 20)
- 2020 – The Weeknd – Save Your Tears (no 1)
- 2021 – The Weeknd – Take My Breath (top 10)
- 2021 – Taylor Swift – Wildest Dreams (Taylor’s Version) (top 20)
- 2021 – Coldplay & BTS – My Universe (no 1)
- 2022 – The Weeknd – Sacrifice (top 20)
- 2023 – Ed Sheeran – Eyes Closed (top 20)
- 2023 – Taylor Swift – Style (Taylor’s Version) (top 10)
- 2023 – Taylor Swift – Bad Blood (Taylor’s Version) (top 10)
- 2023 – Taylor Swift – Blank Space (Taylor’s Version) (top 20)
- 2023 – Taylor Swift – All You Had to Do Was Stay (Taylor’s Version) (top 20)
- 2024 – Ariana Grande – Yes, And? (no 1)
- 2024 – Ariana Grande – We Can’t Be Friends (Wait for Your Love) (no 1)
- 2024 – Ariana Grande – The Boy Is Mine (top 20)
- 2024 – The Weeknd – Dancing In the Flames (top 20)
- 2025 – Ariana Grande – Twilight Zone (top 20)